# طوابع متجاورة

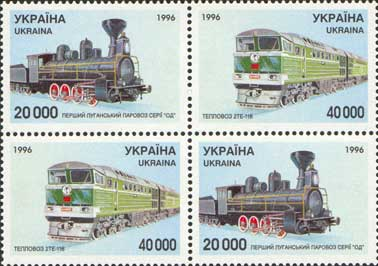
طوابع متجاورة من أوكرانيا

الطوابع المتجاورة أو المتلاصقة أو المتماسكة (بالإنجليزية: se-tenant) هي طوابع بريد تُطبع من نفس قطعة الورقة، وتكون متجاورة وغير مفصولة في شريط أو مجموعة. وتختلف عن بعضها البعض من حيث التصميم أو اللون أو الفئة أو الطباعة المتراكبة. وقد يكون لها تصميم متصل. تُترجم كلمة ”se-tenant“ من الفرنسية وتعني ”متصلة ببعضها البعض“ أو ”متماسكة“.

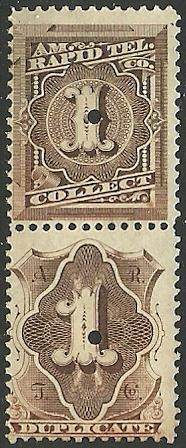
طوابع شركة كان رابيد للتلغراف السريع عام 1881

توجد طرق مختلفة لإعداد صحيفة متصلة. يمكن للمرء أن يضع طوابع من تصميم واحد على نصف الورقة والتصميم الثاني على النصف الآخر. في هذه الحالة، يكون التواشج الوحيد في المنتصف حيث يلتقي النصفان. ومن الإعدادات الأكثر تكراراً أن يكون هناك أزواج من الطوابع المختلفة في جميع أنحاء الورقة. في بعض الأحيان عندما يظهر تصميمان مختلفان على جزء واحد، ترتب الطوابع وفق ترتيب مربعات رقعة الشطرنج، حيث تتناوب التصاميم المختلفة في كل صف وعمود أفقياً وعمودياً. يمكن أن يكون أحدها على شكل لوحة طوابع ثلاثية أو على شكل تيت-بيش (من الرأس إلى الأسفل). وغالباً ما تحتوي كتيبات الطوابع على طوابع أو مجموعة طوابع من الشكل نفسه.

## طوابع الولايات المتحدة

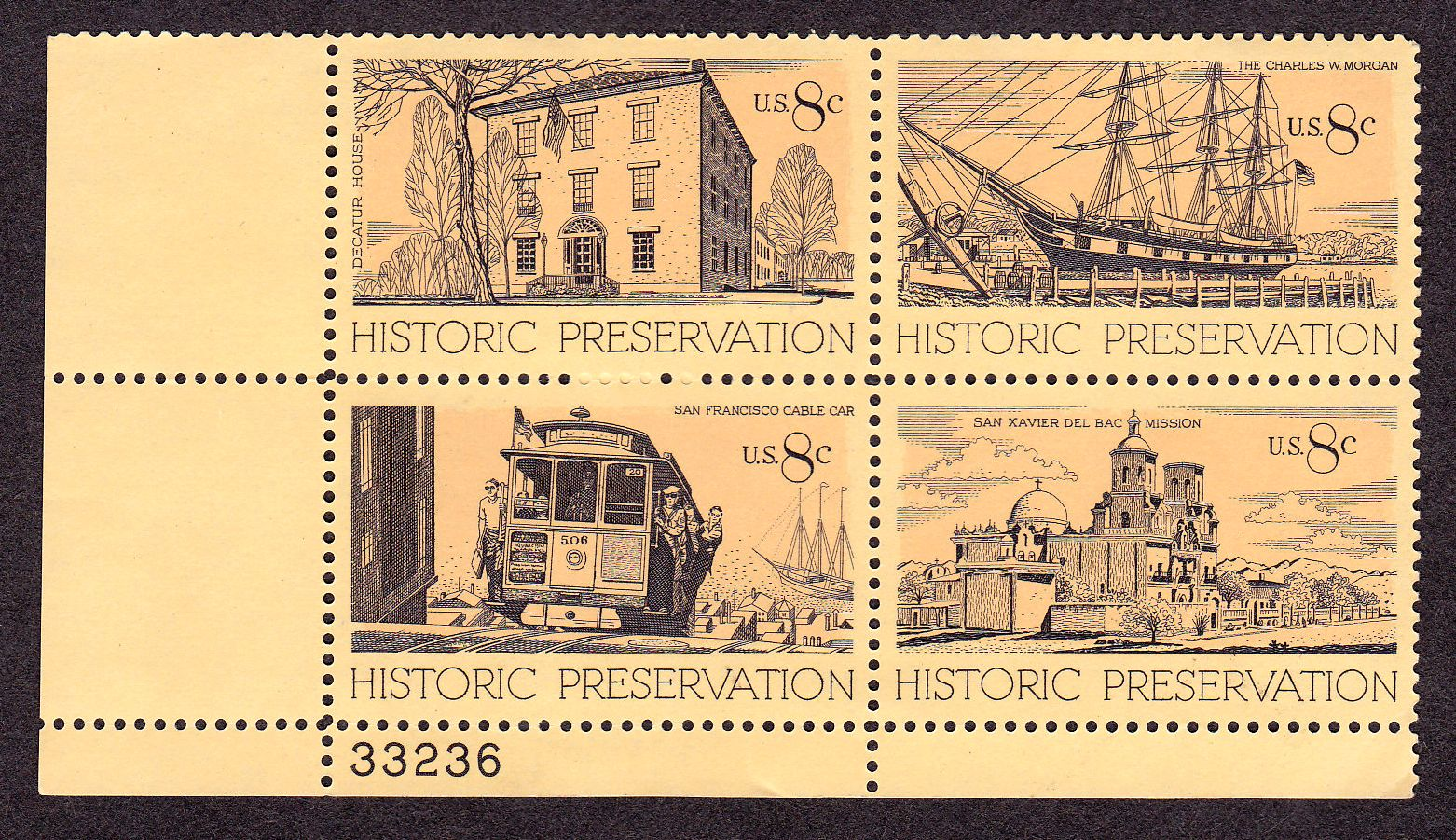
كتلة لوحة طوابع متجاورة

توجد أربعة من إصدارات الطوابع المتجاورة الملتصقة لمديري بريد الولايات المتحدة الأمريكية التي وُزعت بين عامي 1845 و1847، من إنتاج شركة سينيتيفيلدز وهي: طوابع مدير بريد بالتيمور (صورتان مختلفتان [5 سنتات و10 سنتات] على ورقة من اثني عشر صورة)، وطوابع سانت لويس (ثلاث صور مختلفة [5 سنتات و10 سنتات] على ورقة من اثني عشر صورة)، وطوابع بروفيدنس آر. لويس بيرز (ثلاث صور مختلفة [5 سنتات و10 سنتات و20 سنتاً] على ورقة من ست ورقات)، ومخصصات بروفيدنس آر آي (صورتان مختلفتان [5 سنتات و10 سنتات] على ورقة من اثني عشر سنتاً)، ومخصصات مدير بريد الإسكندرية (زوج من الصور غير المتطابقة تماماً من فئة 5 سنتات). ومع إصدار الطوابع البريدية الوطنية الأمريكية، الذي بدأ في عام 1847، اختفى إنتاج الطوابع البريدية الوطنية الأمريكية مدة 117 عاماً، ولم تطبع حتى إصدار عيد الميلاد عام 1964، الذي قدم صوراً لمجموعة صور نباتات الهولي والدبق والبونسيتة وغصن الصنوبرية في مجموعة من أربعة طوابع. وبعد عام 1967، بدأت الولايات المتحدة الأمريكية في تقديم إصدارات الطوابع ذات الطوابع الفرعية بشكل متكرر.
وقد طبعت الولايات المتحدة منذ ذلك الحين ما يصل إلى 50 طابعًا مختلفًا على الورقة الواحدة (مجموعة ورقة طوابع البريد)، كما هو الحال في أعلام الولايات الخمسين والطيور والزهور. وقد بدأت الطوابع المتسلسلة كإصدارات ذات تصميمات منفصلة متصلة ببعضها البعض ببساطة، ولكنها تطورت إلى إصدارات تكون فيها الطوابع جزءًا من تصميم أكبر متصل.

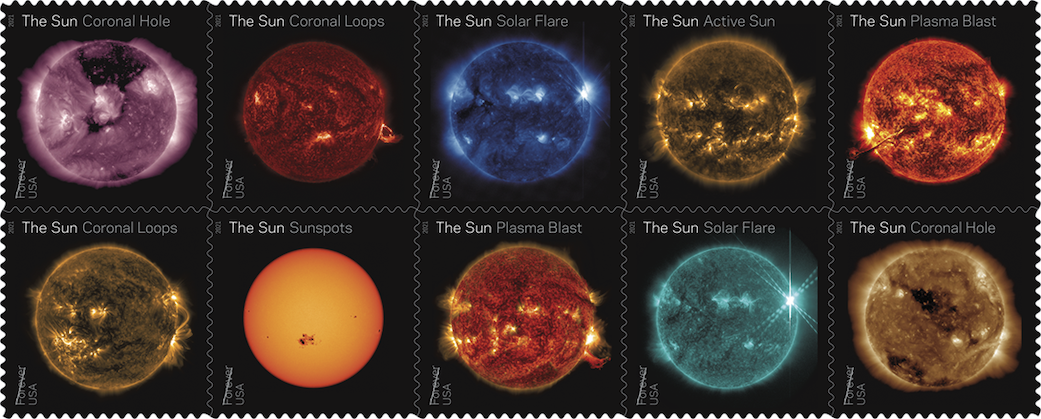
طوابع متجاورة ومتلاصقة من إنتاج وكالة ناسا للفضاء 2021

## روابط خارجية
- Linns.com reference section: Se-tenant stamps discussed and illustrated.
- Se-tenant stamps as part of an online stamp catalog.